# Campeonato Mundial de Ginástica Acrobática de 2002
O 18º Campeonato Mundial de Ginástica Acrobática foi organizado pela Federação Internacional de Ginástica nos dias 27 a 29 de setembro de 2002, em Riesa, na Alemanha. Foram disputados 5 eventos nas categorias feminino, masculino e misto.

## Quadro de medalhas
O quadro de medalhas foi publicado.
| Ordem | País           | Medalha de ouro | Medalha de prata | Medalha de bronze | Total |
| ----- | -------------- | --------------- | ---------------- | ----------------- | ----- |
| 1     | Rússia         | 4               | 0                | 0                 | 4     |
| 2     | China          | 1               | 1                | 2                 | 4     |
| 3     | Grã-Bretanha   | 0               | 1                | 1                 | 2     |
| 3     | Ucrânia        | 0               | 1                | 1                 | 2     |
| 5     | Bélgica        | 0               | 1                | 0                 | 1     |
| 5     | Estados Unidos | 0               | 1                | 0                 | 1     |
| 7     | Bulgária       | 0               | 0                | 1                 | 1     |
| Total | Total          | 5               | 5                | 5                 | 15    |

## Resultados

### Pares masculinos
Os resultados finais foram os seguintes.
| Posição           | Equipe                            | Nacionalidade | Pontos |
| ----------------- | --------------------------------- | ------------- | ------ |
| Medalha de ouro   | Min Song, Renjie Li               | China         | 17.660 |
| Medalha de prata  | Philippe Van VynCkt, Kenny Dewulf | Bélgica       | 17.020 |
| Medalha de bronze | Radostin Nikolov, Anton Ivanov    | Bulgária      | 16.930 |
| 4                 | Marcin Drabicki Dariusz Nowak     | Polónia       | 16.540 |
| 5                 | Ivo Vilaca, Nuno Vidal            | Portugal      | 15.940 |
| 6                 | Leonid Tsibri, Serguei Postemski  | Ucrânia       | 15.870 |
| 7                 | Carl Morritt, Christopher Jones   | Grã-Bretanha  | 15.570 |
| 8                 | Rafael Aliev, Eugeny Drozdov      | Cazaquistão   | 14.810 |

### Grupo masculino
Os resultados finais foram os seguintes.
| Posição           | Equipe                                                                  | Nacionalidade | Pontos |
| ----------------- | ----------------------------------------------------------------------- | ------------- | ------ |
| Medalha de ouro   | Dimitri Shilov, Grigori Shinkarev, Denis Gircha, Roman Khairullin       | Rússia        | 17.640 |
| Medalha de prata  | Barry Hindson, Stuart Mckenze, Scott Patterson, David Scott             | Grã-Bretanha  | 16.530 |
| Medalha de bronze | Feng Liu, Huifeng Liu, Song Yan, Xin Hu                                 | China         | 16.350 |
| 4                 | Volodimir Snitko, Serguei Dlink, Vladislav Krasovski, Alexander Kirilov | Ucrânia       | 16.150 |
| 5                 | Yordan Markov, Valeri Filipov, Ivan Lazarov, Sezgin ahmedov             | Rússia        | 16.050 |
| 6                 | João Oliveira, Pedro Emidio, João Godinho, Victor Silva                 | Portugal      | 15.490 |

### Pares femininos
Os resultados finais foram os seguintes.
| Posição           | Equipe                              | Nacionalidade  | Pontos |
| ----------------- | ----------------------------------- | -------------- | ------ |
| Medalha de ouro   | Yulia Lopatkina, Anna Mokhova       | Rússia         | 17.590 |
| Medalha de prata  | Yulia Konko, Tatiana Ukolova        | Ucrânia        | 16.980 |
| Medalha de bronze | Jin Mei Wu, Dan Ying Shi            | China          | 16.590 |
| 4                 | Natalia Oleynikova, Eugenia Bogomaz | Cazaquistão    | 15.930 |
| 5                 | Jessica Gardner, Nicolette Bonhert  | Estados Unidos | 15.440 |
| 6                 | Katarzyna Torkaska, Beata Surmiak   | Polónia        | 14.700 |

### Grupo feminino
Os resultados finais foram os seguintes.
| Posição           | Equipe                                                        | Nacionalidade | Pontos |
| ----------------- | ------------------------------------------------------------- | ------------- | ------ |
| Medalha de ouro   | Evengenia Kasjanova, Ekaterina Vinogradova, Gouzel Khassanova | Rússia        | 18.040 |
| Medalha de prata  | Jing Lu, Xiao Hui Xan, Jun Lian Hu                            | China         | 18.180 |
| Medalha de bronze | Viktoria Zherdyeva, Irina Buga, Sofia Mezentseva              | Ucrânia       | 17.830 |
| 4                 | Elena Armenis, Tara Busbridge, Veronica Gravolin              | Austrália     | 17.240 |
| 5                 | Viktoria Arabei, Zinaida Sazonava Katarina katsuba            | Bielorrússia  | 17.190 |
| 6                 | katie Lawton, Lauren belchamber                               | Grã-Bretanha  | 16.590 |
| 7                 | Katarzyna Majawska, Anna Godek, Joanna Pokwapisz              | Polónia       | 15.650 |
| 8                 | Tina Liebau, Tina Redelstorff, Sophie Schwassmann             | Alemanha      | 5.900  |

### Pares mistos
Os resultados finais foram os seguintes.
| Posição           | Equipe                                 | Nacionalidade  | Pontos |
| ----------------- | -------------------------------------- | -------------- | ------ |
| Medalha de ouro   | Elena Kirajanova, Yuri Trubitsin       | Rússia         | 18.760 |
| Medalha de ouro   | Shenea Booth, Arthur Davis             | Estados Unidos | 18.760 |
| Medalha de bronze | Lisa Hobby, Patrick Bonner             | Grã-Bretanha   | 17.610 |
| 4                 | Chenchen Cai Enming Hu                 | China          | 17.030 |
| 5                 | Daria Pechkunova, Stanislav Barbarykin | Cazaquistão    | 16.880 |
| 6                 | Katerina Polyanska, Artem Valiyev      | Ucrânia        | 16.710 |
| 7                 | Ines Gomes, Jorge Carvalho             | Portugal       | 15.810 |
| 8                 | Jenifer Cochet, Johann Fournond        | França         | 15.630 |